# Herrarnas fyra utan styrman i rodd vid olympiska sommarspelen 1992
Herrarnas fyra utan styrman i rodd vid olympiska sommarspelen 1992 avgjordes mellan den 28 juli och 2 augusti 1992.

## Medaljörer
| Gren              | Guld                                                         | Silver                                                              | Brons                                                            |
| Fyra utan styrman | Australien Andrew Cooper Nick Green Mike McKay James Tomkins | USA Jeffrey McLaughlin William Burden Thomas Bohrer Patrick Manning | Slovenien Milan Janša Sadik Mujkič Sašo Mirjanič Janez Klemenčič |

## Resultat

### A-final
| Placering | Roddare                                                               | Land          | Tid     |
| --------- | --------------------------------------------------------------------- | ------------- | ------- |
| 1         | Andrew Cooper, Nick Green, Mike McKay och James Tomkins               | Australien    | 5:55,04 |
| 2         | Jeffrey McLaughlin, William Burden, Thomas Bohrer och Patrick Manning | USA           | 5:56,68 |
| 3         | Milan Janša, Sadik Mujkič, Sašo Mirjanič och Janez Klemenčič          | Slovenien     | 5:58,24 |
| 4         | Armin Weyrauch, Matthias Ungemach, Dirk Balster och Markus Vogt       | Tyskland      | 5:58,39 |
| 5         | Bart Peters, Niels van der Zwan, Jaap Krijtenburg och Sven Schwarz    | Nederländerna | 5:59,14 |
| 6         | Scott Brownlee, Chris White, Pat Peoples och Campbell Clayton-Greene  | Nya Zeeland   | 6:02,13 |